# 군산대성중학교
군산대성중학교(群山大成中學校)는 대한민국 전북특별자치도 군산시 임피면 읍내리에 있는 사립 중학교이다.

## 학교 연혁
- 1966년 2월 22일 : 학교법인 의화학원 인가
- 1966년 3월 11일 : 대성중학교 설립인가
- 2015년 3월 2일 : 어울림학교 지정(2015~ )
- 2017년 3월 2일 : 혁신학교 지정(2017~2022)
- 2018년 3월 2일 : 소프트웨어교육 선도학교(2018~2020)
- 2022년 3월 2일 : 인공지능(AI)교육 선도학교(2022~)
- 2022년 9월 1일 : 제6대 주윤민 교장 취임
- 2023년 3월 2일 : 전북미래학교 지정(2023~)
- 2024년 2월 7일 : 제57회 졸업(4명) 총 졸업생수 5,645명

## 참고 자료
- 군산대성중학교 - 한국교육학술정보원 학교알리미